# Michorzewo
Michorzewo (pol. hist. Michorzewo Mokre, Nowe Miechorzewo) – wieś w Polsce, położona w województwie wielkopolskim, w powiecie nowotomyskim, w gminie Kuślin.
W latach 1975–1998 miejscowość administracyjnie należała do województwa poznańskiego.

## Podział
| SIMC    | Nazwa       | Rodzaj    |
| ------- | ----------- | --------- |
| 0587590 | Krystianowo | część wsi |
| 0587608 | Łaz         | część wsi |

## Nazwa
W średniowieczu wieś inaczej się nazywała i miała dwuczłonową nazwę. Po raz pierwszy miejscowość odnotowana została w łacińskim dokumencie z 1399 pod nazwą „Mechorzewo Mokre”, 1400 „Mechorzewo dicto Mokoc”, „w Mechorzewe”, 1401 „Mokre Myechorzewo”, 1430 „Myechorzewo”, 1431 „Mocromochorzewo”, 1434 „Mokre Michorzewo”, 1481 „Nowe Miechorzewo” .
Nazwa wsi ma wywodzić się od Michora – benedyktyna z kościoła Narodzenia Najświętszej Marii Panny w Lubiniu. Pierwotnie było to Michorzewo Mokre w odróżnieniu od Michorzewa Suchego - obecnego Michorzewka. Przejściowo wieś nazywała się „Nowe Miechorzewo”. Dzisiejsza nazwa obowiązuje od 1890 roku.

## Historia
Tereny, na których powstała miejscowość były być może zasiedlone znacznie wcześniej niż odnotowały to historyczne zapisy ponieważ na terenie wsi archeolodzy zidentyfikowali przypadkowe znalezisko kilku fragmentów naczyń glinianych z IX-XI wieku.
Miejscowość pierwotnie była związana z Wielkopolską. Istnieje co najmniej od pierwszej połowy XIV wieku i ma średniowieczną metrykę. Początkowo wieś była własnością szlachecką należącą do wielkopolskiej szlachty z rodu Rzeszotarzewskich, a później także do Mościców, Będlewskich, Bnińskich herbu Łodzia i Opalińskich herbu Łodzia. W 1434 miejscowość leżała w powiecie kościańskim województwa poznańskiego w Koronie Królestwa Polskiego. Od 1431 była siedzibą własnej parafii. W 1510 należała do dekanatu Grodzisk .
Pierwsze zachowane informacje o miejscowości pochodzą zapisów sądowych z 1399. Mikołaj Rotenburg toczył wówczas proces z Wojciechem Rzeszotarzewskim o 17 grzywien czynszu rocznego. Został on zasądzony na wprowadzenie go w posiadanie Michorzewa. Jeśli zapłaci Wojciechowi pieniądze przed Bożym Narodzeniem, wówczas nie będzie obowiązany do płacenia czynszu od nich, a jeśli będzie je trzymać, to w trzecim roku powinien je w całości spłacić wraz z czynszem. W 1400 Mikołaj Rotenburg zasądzony został na zapłacenie kary Miczkowi z Ptaszkowa.
W 1400 kasztelan kaliski Świętosław z Szubina mąż Wichny z Grodziska Wielkopolskiego toczył spór sądowy z Mirosławem zwanym Jastkułka noszącego odmiejscowe nazwisko od nazwy wsi Jaskółki, który dowodzi, że Świętosław zastawił mu w Michorzewie 6 grzywien czynszu za 30 grzywien. W 1401 Tycz Bar z Opalenicy, uposażając plebana opalenickiego, dał mu 3 ostrowy, m. in. ostrów w swojej dziedzinie Michorzewo wraz z wolną zagrodą obok starego cmentarza w pobliżu dworu sołtysa. Według zawartej umowy pleban mógł te ostrowy osuszyć i wykarczować.
W latach 1404-1411 właścicielem we wsi był kasztelan poznański Mościc ze Stęszewa. W 1404 toczył on proces z Borkiem z Grodziska, który wygrał od Mościca 60 grzywien. Zgodnie z dokumentami starosty generalnego wielkopolskiego za tą kwotę zastawiono Opalenicę wraz z okolicznymi wsiami z czego wyłączono trzy wsie, jakie Mościc już wcześniej miał w zastawie i jakie miały przy nim mają pozostać, w tym m. in. Michorzewo. W 1411 woźny sądu ziemskiego zeznał, że wprowadził Wyszotę z Kórnika i Mikołaja Będlewskiego w posiadanie 7 dziedzin tegoż Mościca na sumę 800 grzywien, w tym m. in. Michorzewo Mokre i Michorzewo Suche czyli obecne wsie Michorzewo i Michorzewko. W 1418 wieś należała do Wichny Miechorzewskiej. W latach 1430-1431 odnotowano Hinczkę z Michorzewa.
W 1434 Przedpełk Mościc z Koźmina oraz ze Stęszewa sprzedał Michorzewo za 280 grzywien, z zastrzeżeniem prawa wykupu, Janowi i Wojciechowi braciom z Młodawska. W 1435  sprzedał z zastrzeżeniem prawa wykupu Wawrzyńcowi z Bieczyn Michorzewo Mokre i Michorzewo Suche za 600 grzywien. W 1435 sprzedał Dobrogostowi z Szamotuł miasto Opalenicę wraz z wsiami, w tym m. in. Michorzewo Mokre.
W 1445 kasztelan gnieźnieński Piotr Bniński z Bnina otrzymał od braci niedzielnych Andrzeja i Wojsława z Gryżyny miasto Opalenicę wraz z wsiami, a wśród nich m. in. Michorzewo Mokre i Michorzewo Suche. W zamian dał im za to połowę wsi Darnowo i 6000 grzywien szer. groszy. W 1445 zapowiedział dziedziny Opalenica wraz z wsiami, a wśród nich m. in. Michorzewo Mokre.
W 1457 nastąpił podział majątku pomiędzy braćmi Bnińskimi. Piotr Bniński  otrzymał część dóbr w podziale dóbr po ojcu kasztelanie gnieźnieńskim Piotrze Bnińskim z Bnina. Od swoich braci przyrodnich Piotra kanonika poznańskiego i Macieja Mosińskiego otrzymał miasto Opalenica z wsiami, m. in. Michorzewo Mokre i Miechorzewo Suche.
Od drugiej połowy XVIII wieku do II wojny światowej Michorzewo należało do rodziny Sczanieckich. Wskutek II rozbioru Polski w 1793, miejscowość przeszła pod władanie Prus i jak cała Wielkopolska znalazła się w zaborze pruskim.
W okresie Wielkiego Księstwa Poznańskiego (1815-1848) Michorzewo należało do wsi większych w ówczesnym powiecie bukowskim, który dzielił się na cztery okręgi (bukowski, grodzicki, lutomyślski oraz lwowkowski, współczesne nazewnictwo bukowski, grodziski, nowotomyski, lwówecki. Michorzewo należało do okręgu bukowskiego i było siedzibą majętności o tej samej nazwie, której właścicielami była rodzina Sczanieckich. Według spisu urzędowego z 1837 roku wieś liczyła 366 mieszkańców i 35 dymów (domostw).
W miejscowości był przystanek kolejowy Michorzewo.

## Urodzeni w miejscowości
W Michorzewie urodził się Kazimierz Filip Wize (1873–1953), syn administratora tutejszego majątku, biolog, lekarz psychiatra i filozof.

## Zabytki

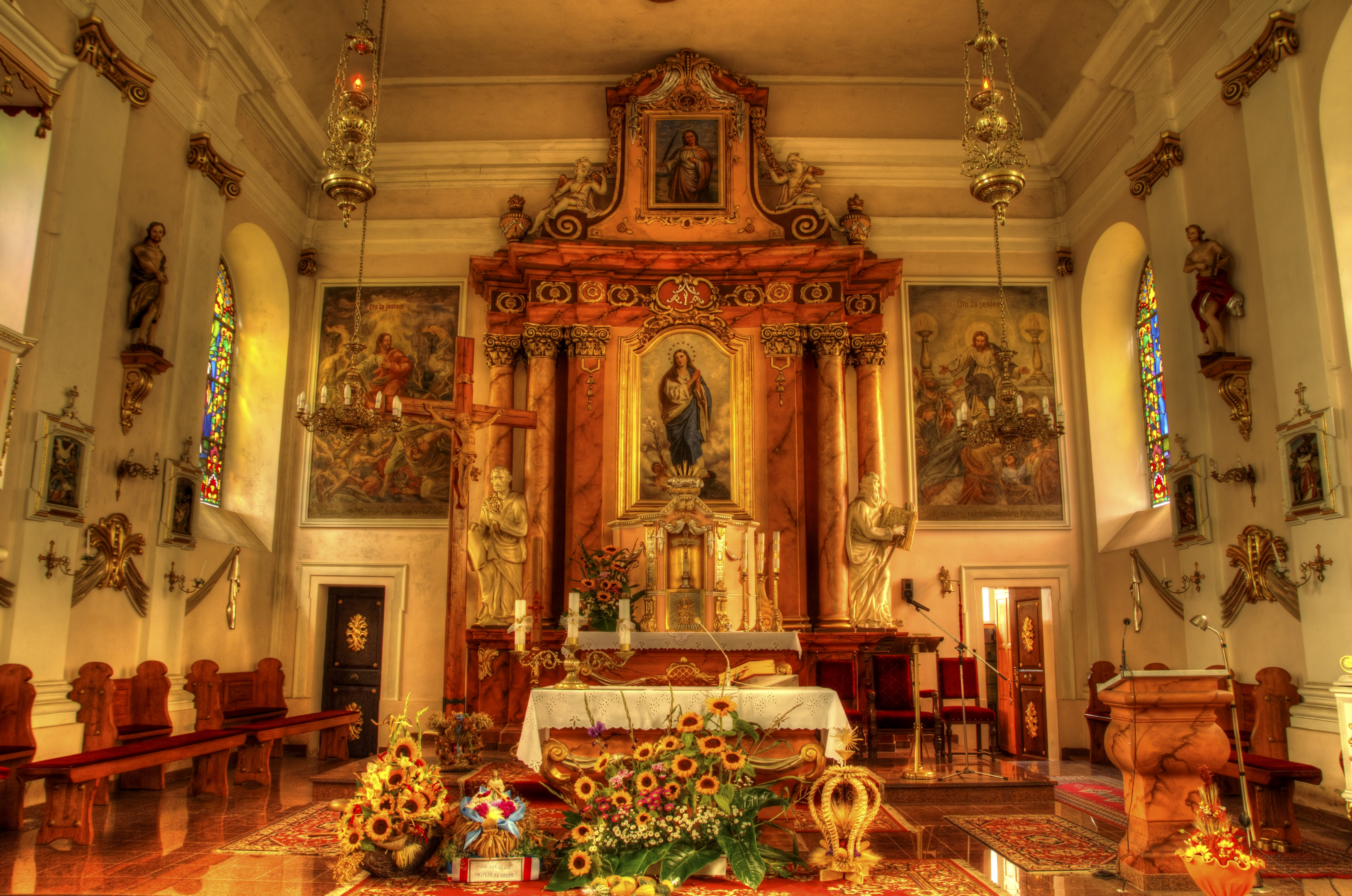
Wnętrze kościoła NMP i Wszystkich Świętych

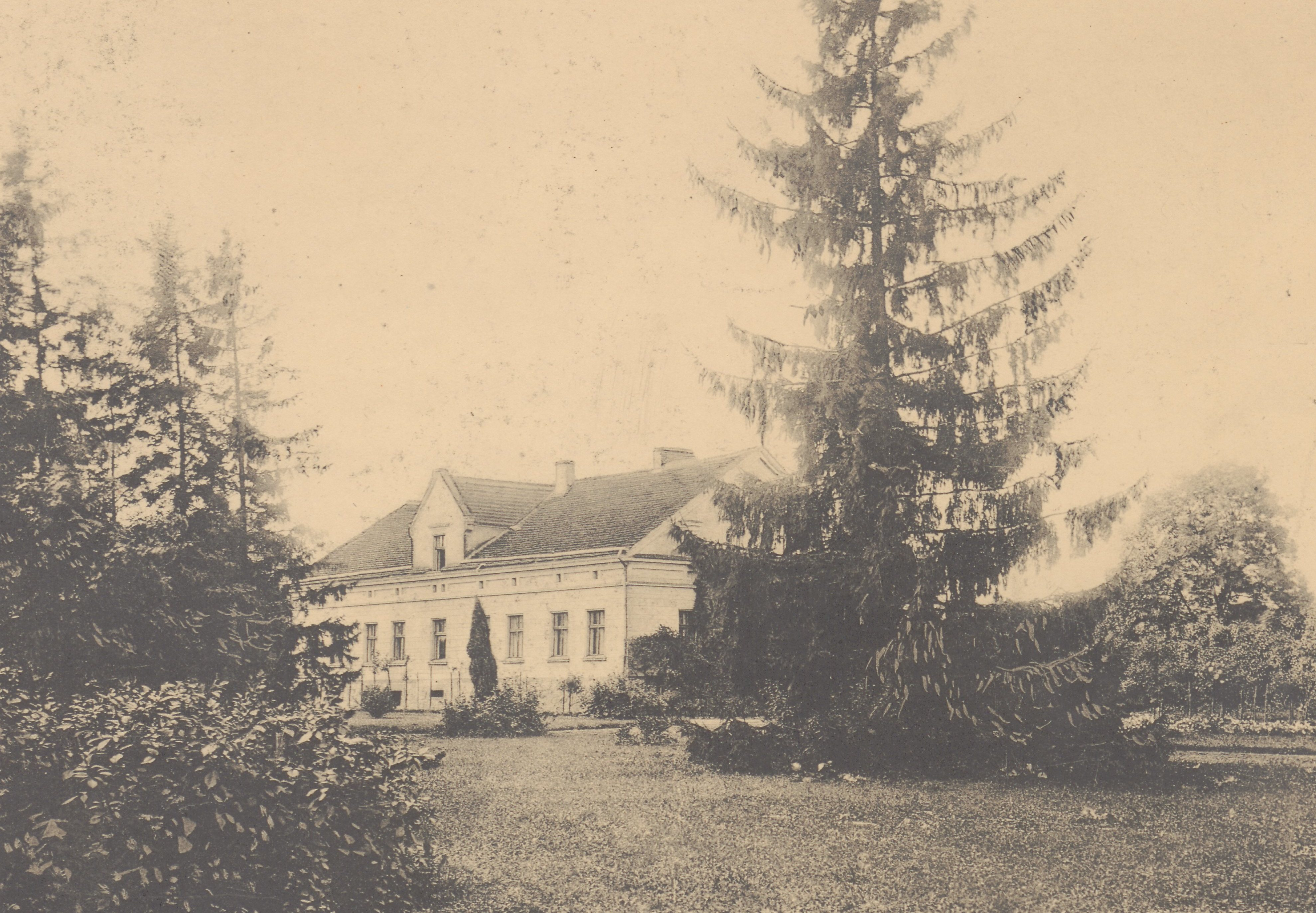
Widok pałacu przed 1912

Barokowo-klasycystyczny kościół NMP i Wszystkich Świętych pochodzi z lat ok. 1797 - 1800. Jest budowlą salową, z wieżą o ostrosłupowym zwieńczeniu od zach. Wyposażenie wnętrza pochodzi z końca XVIII i pocz. XIX w., a witraże zaprojektował na pocz. XX w. Stefan Matejko z Krakowa (bratanek i uczeń Jana). Na chórze wśród stiukowej dekoracji w stylu Ludwika XIV znajduje się kartusz z monogramem fundatorki kościoła starościny średzkiej Anastazji Sczanieckiej. Dwie barokowe rzeźby świętych na balustradzie chóru pochodzą z poprzedniej, jeszcze drewnianej świątyni. Kościół otoczony jest murem powstałym w tym samym czasie, w którego narożnikach wzniesiono 2 kwadratowe kaplice - kostnice.Po płd.- wsch. stronie kościoła pochowana została Emilia Sczaniecka, której staraniem w 1883 r. kościół gruntownie odremontowano. 
W sąsiedztwie znajduje się cmentarz grzebalny, a na nim stare nagrobki z XIX i pocz. XX w. Znajduje się tu też park krajobrazowy (8,4 ha), rozplanowany w 1 poł. XIX w., ale raczej o młodszym zadrzewieniu. W parku wznosi się pałac neoklasyczny z ok. 1910 r., o rzucie zbliżonym do litery H. Ma tu obecnie siedzibę Ośrodek Rehabilitacyjno-szkoleniowy Wielkopolskiego towarzystwa Stwardnienia Rozsianego i udarów mózgu. 
W sąsiedztwie położony jest zespół zabudowań folwarcznych, z gorzelnią z pocz. XX w. Zbudowana została na podmurówce z kamienia polnego. Składa się z części mieszkalnej, magazynu i dwukondygnacyjnej aparatowni z kominem o wysokości ok. 28 m. W 1979 r. nastąpiła modernizacja gorzelni. Stan obecny dobry. Sprzęt i urządzenia z pocz. wieku nie zachowały się. W czasie wojny na strychu przechowywano cenne sprzęty i porcelanę Sczanieckich.